# Рахимов, Мухитдин Каримович
Мухитдин Каримович Рахимов (узб. Muhiddin Karimovich Rahimov, 8 декабря 1903 — 10 марта 1985, Ташкент, Узбекская ССР) — советский, узбекский художник-керамист, гончар, искусствовед.  Народный художник Узбекской ССР.

## Биография
Мухитдин Рахимов родился 8 декабря 1903 года в семье потомственных гончаров, его отец и дед также занимались гончарным ремеслом. С 1918 по 1920 годы учился в художественно-ремесленном училище при Совете народного хозяйства Туркестанской АССР в Ташкенте. В 1924 году участвовал в первой выставке среднеазиатского керамического искусства проходившей в Москве и был направлен на учёбу в Московский институт силикатов и строительных материалов в котором проучился с 1924 по 1926 год, с 1927 по 1929 годы продолжил обучение в Ленинградском институте керамики. 
После возвращения в Ташкент, в 1929 году Рахимов открыл мастерскую «узб. Кизил кулол» (Красный гончар) с которой началась его творческая деятельность. Активно передавал свои знания подрастающим поколениям узбекских керамистов, с 1935 по 1950 годы преподавал в Ташкентском художественно-промышленном учебно-производственном комбинате, с 1958 по 1961 годы в Ташкентском театрально-художественном институте, с 1952 по 1976 годы в Художественном училище имени П. П. Бенькова, с 1965 по 1971 годы работал научным сотрудником НИИ искусствоведения АН Узбекской ССР. В 1961 году была издана книга Мухитдина Рахимова «Художественная керамика Узбекистана», за этот труд ему была присвоена учёная степень кандидата наук. 
Сын, Акбар Рахимов — потомственный керамист, академик Академии художеств Узбекистана (1997), заслуженный деятель искусств Узбекистана (1991).
Мухитдин Рахимов скончался 10 марта 1985 года в Ташкенте. В 1994 году в доме, где жил керамист был открыт «Музей гончарного искусства Рахимова».

## Творчество
Работы Мухитдина Рахимова уже в 60-х годах прошлого века получили международную известность, их можно было встретить в различных городах мира, они экспонируются в музеях Узбекистана и России, таких, как Кунсткамера, Музей Востока, музей-заповедник Царицыно.
Творчеству Рахимова было свойственно сочетание традиционной узбекской керамики с современными идеями, будучи экспертом по средневековой национальной керамике Рахимов создавал как обычную (тарелки, вазы), так и декоративную посуду новой формы, подарочные изделия с портретами, умело использовал в их украшении растительные мотивы, сюжеты, фигурки животных и письменные изображения. В довоенный период, в 30-е и 40-е годы Рахимовым были разработаны реставрационные методы восстановления мозаики и 
майолики средневековых памятников архитектуры Узбекистана.

## Награды
- Народный художник Узбекской ССР (1944)
- Государственная премия Узбекской ССР имени Хамзы (1977)[5]